# Nikolaus Zmeskall
Répertoire
Quatuor à cordes
Nikolaus Zmeskall von Domanovecz (20 novembre 1759 à Unterkubin, en Hongrie (aujourd'hui en Slovaquie) – 23 juin 1833 à Vienne) est un fonctionnaire et compositeur austro-hongrois, ami et dédicataire d'œuvres pour quatuor à cordes de Beethoven et Haydn.

## Biographie
Les Zmeskáll sont une famille de la petite noblesse, originaire de Silésie et de confession luthérienne, établie au comitat d'Árva dès le XVIe siècle. Ferdinand Ier leur accorde le rang de barons.
Nikolaus perd son père très jeune et on ignore presque tout de sa jeunesse et son éducation. Zmeskall de 1784 à 1825 est fonctionnaire de la Chancellerie hongroise à la cour de Vienne (aujourd'hui le bâtiment de l'Ambassade de Hongrie à Vienne). Il commence au bas de l'échelle en tant que comptable au paiement des salaires. Souffrant de rhumatismes, il prend congé dès 1822 pour se faire soigner à Carlsbad et Teplice, en vain. En 1825, sa main droite est paralysée et il ne peut plus marcher sans aide.

### Ami de Beethoven
C'est l'un des amis proches et des plus fidèles de Ludwig van Beethoven dès 1793. Dès son arrivée à Vienne fin 1792, Beethoven est recommandé à Zmeskall. Ce dernier lui sert de guide pour aller chez Haydn, mais aussi chez les aristocrates : la comtesse de Thun, les Lichnowsky, Razumovsky, Lobkowitz, van Swieten etc. qui restent dans l’histoire par les dédicaces de certaines grandes œuvres du musicien. Zmeskall était chargé de plusieurs tâches purement pratiques après du grand musicien, dont celle « d'approvisionner l'écritoire » (Beethoven n'a jamais su tailler la plume d'oie), de gérer la correspondance avec les éditeurs et autres hommes d'affaires, commander les perruques, quérir le médecin... et lui prête de petites sommes d'argent. Mais leurs relations sont surtout fondées sur leur passion musicale, car Zmeskall joue lui-même du violoncelle en amateur et est bon pianiste. Vers 1820, la maladie l’empêche de fréquenter Beethoven, mais il assiste néanmoins à la création de la neuvième symphonie. Certains contemporains laissent des notes sur lui (lettres ou journaux de Teréz Brunszvik par exemple).
On dispose de 160 lettres ou billets de Beethoven à Zmeskall, parfois très drôles ou facétieux (dès 1798, souvent non datés) : Beethoven le nomme son « ami a très bon marché » ou « Très cher baron vidangeur », ou déforme ou joue sur son titre de baron ou sur son nom, « Zmeskall-Domanosvezique ».

### Compositeur et dédicataire
En tant que compositeur, il a laissé seize quatuors à cordes (dont le premier date de 1776) et d'autres pièces de musique de chambre, jamais publiées. Des copies de quinze quatuors et d'un rondo pour piano sont conservées à la bibliothèque Gesellschaft der Musikfreunde de Vienne. Deux quatuors (en sol mineur et ré majeur) étaient en préparation d'édition, mais le projet ne se réalisa pas.
Il est le dédicataire des quatuors à cordes opus 20 de Haydn (édition corrigée publiée chez Artaria, 1800) et du quatuor en fa mineur, op. 95 de Beethoven (1810/11, imprimé en 1816). Le duo en mi pour alto et violoncelle, Wo 32 (1795) sous-titré exactement : Duo pour deux paires de lunettes obligées [Mit zwei obligaten Augengläsen], est probablement écrit aussi pour lui. En outre, Anton Halm lui a dédié sa Sonate pour piano et violoncelle, op. 52 (vers 1824).

## Œuvres

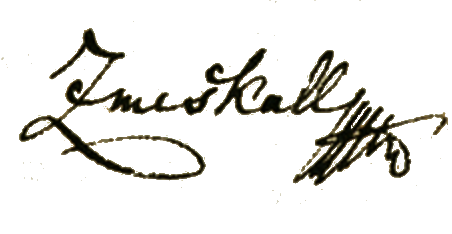
Signature de Nikolaus Zmeskall (1822).

Nombreuses sont les œuvres disparues : des symphonies, des concertos (un pour piano et un pour violoncelle), des œuvres de chambre (Sonate pour violoncelle, pièces pour violoncelle seul), des pièces pour piano.
Il reste donc quinze quatuors à cordes (d'autres ayant eux aussi été perdus) et un rondo en fa mineur pour clavecin.
- Quatuor à cordes no 1 en sol majeur (Pressburg, 22 mai 1776)
- Quatuor à cordes no 2 en si-bémol majeur (Pressburg, 18 octobre 1777). La partie de violoncelle est en scordatura.
- Quatuor à cordes no 3 en fa mineur (c. 1782-84)
- Quatuor à cordes no 4 en ré majeur (c. 1782-1784/85)
- Quatuor à cordes no 5 en la-bémol majeur (c. 1782-1784/85)
- Quatuor à cordes no 6 en la majeur (c. 1782-1784/85)
- Quatuor à cordes no 7 en ut/fa majeur (1784-86)
- Quatuor à cordes no 8 en mi-bémol majeur (c. 1791)
- Quatuor à cordes no 9 en sol majeur (entre 1787 et 1791)
- Quatuor à cordes no 10 en ré mineur (selon les sources : 1782 à 1786 ou de la décennie 1790[11])
- Quatuor à cordes no 11 en si mineur (début des années 1790)
- Quatuor à cordes no 12 en sol mineur (début des années 1790)
- Quatuor à cordes no 13 en ut mineur (entre 1783 et 1794)
- Quatuor à cordes no 14 en ré majeur (entre 1801 et 1806)
- Quatuor à cordes no 15 en sol mineur (entre 1801 et 1806)

## Discographie
- Intégrale des quinze quatuors à cordes, Rondo en fa majeur pour clavecin - Quatuor Zmeskall – Miloš Valent et Dagmar Valentová (violons), Peter Vrbinčík (alto), Juraj Kováč (violoncelle), Rita Papp, clavecin (2009/2010/2011, 3CD Pavlik Records PA 0074-2/9)
- Quatuors à cordes en sol mineur et ré majeur - Authentic Quartet (2–4 octobre 2003, Hungaroton HCD 32332) (OCLC 48377439)
- Quatuors en sol majeur et sol mineur - Quatuor Trávnícek (10 décembre 1982, Opus 91511437) (OCLC 658794510), (BNF 38352442)

### Articles
- (de) Adolf Sandberger, Beethovens Freund Nikolaus Zmeskall als Komponist, dans ders., Ausgewählte Aufsätze zur Musikgeschichte, vol. 2, Munich 1924, p. 213–225
- (de) K. Vörös, Beiträge zur Lebensgeschichte von Nikolaus Zmeskáll, dans Studia musicologica Academiae Scientiarum Hungaricae, vol. 4 (1963), p. 381–409 (avec des documents d'archive de la fonction publique de l'État hongrois sur Zmeskalls)
- (de) László Zolnay, Miklós Zmeskál, Beethovens ungarischer Freund, dans Studia musicologica Academiae Scientiarum Hungaricae, vol. 8 (1966), p. 211–216
- (de) László Zolnay, Zur Biographie des Komponisten Nikolaus Zmeskál (1759–1833), in: Studia musicologica Academiae Scientiarum Hungaricae, vol. 13 (1971), p. 311–319
- (de) Hermann Ullrich, Nikolaus Zmeskall von Domanowetz, ein halbvergessener Freund Beethovens, dans Jahrbuch des Vereins für Geschichte der Stadt Wien, vol. 32/33 (1976/77), p. 78–100
- (de) Hermann Ullrich, Beethovens Freund Nikolaus Zmeskall von Domanovecz als Musiker, dans Österreichische Musikzeitschrift, vol. 32 (1977), p. 79–85
- Barry Cooper (trad. de l'anglais par Denis Collins), Dictionnaire Beethoven [« Beethoven compendium »], Lattès, coll. « Musiques et musiciens », 1991, 614 p. (ISBN 978-2-7096-1081-0, OCLC 25167179), p. 97.
- (en) Peter Clive, Beethoven an His World: A Biographical Dictionary. New York 2001, p. 404 sqq.
- (de) Anna Schirlbauer, Nicolaus Zmeskall und die Initialen „NZ“ auf einigen Abschriften von Werken Haydns und A. Zimmermanns, dans Studia musicologica, vol. 49 (2008), p. 49–71 Lire en ligne
- (de) Anna Schirlbauer, Das Testament Nicolaus Zmeskalls und seine Bedeutung für die Musikgeschichte, dans Studia musicologica, vol. 50 (2009), p. 135–181
- (de) Klaus Martin Kopitz et Rainer Cadenbach (éd.), Beethoven aus der Sicht seiner Zeitgenossen. Munich, 2009, vol. 2, p. 1116–1121
- (en) Anna Schirlbauer, The New Grove Dictionary of Music and Musicians : Zmeskall, Nicolaus (Paul), Edler von Domanovecz, Londres, Macmillan, (édité par stanley sadie) seconde édition, 29 vols. 2001, 25000 p. (ISBN 978-0-19-517067-2, lire en ligne)